# Simon Keay
Pour les articles homonymes, voir Keay.
Simon James Keay, né le 21 mai 1954 et mort le 7 avril 2021, est un archéologue britannique spécialiste de l'archéologie des ports (notamment du Portus), du commerce et de l'urbanisme dans la Méditerranée ancienne et tout particulièrement en Italie et dans la péninsule Ibérique.

## Biographie
Étudiant à l'université de Londres, il y soutient en 1982 une thèse consacrée au commerce et à l'économie de la Tarraconaise durant le Bas-Empire et l'Antiquité tardive (Trade and Economy in Hispania Tarraconensis during the Late Empire (third to later sixth century AD)). Ce travail consiste en une étude typologique et historique des productions d'amphores africaines et de leur diffusion du IIIe siècle à la fin du VIe siècle. Il a été publié en 1984. Il est professeur émérite de l'université de Southampton et Research Professor and Director of Archaeology  à la British School at Rome.
Ses recherches comprennent notamment un programme de prospection pédestre en Tarraconaise entre 1985 et 1990 (Ager Tarraconensis Survey), un programme de recherche sur les villes romaines de la moyenne et de la basse vallée du Tibre (The Roman Towns in the Middle and Lower Tiber Valley Project'), le Portus Project sur le port de Rome puis le projet ERC Rome's Mediterranean Ports.
Il est élu fellow of the British Academy en 2016,.
Il est mort d'une longue maladie le 7 avril 2021,.

## Publications
Liste non-exhaustive.
- (en) Simon Keay, Late Roman Amphorae in the Western Mediterranean. A typology and economic study: the Catalan evidence, Oxford, BAR Publishing, coll. « International series » (no 196), 1984 (ISBN 0-86054-250-5)
- (en) Josep-Maria Carreté, Simon Keay et Martin Millett, A Roman provincial capital and its hinterland. The survey of the territory of Tarragona, Spain, 1985-1990, Ann Arbor, Journal of Roman Archaeology, coll. « Journal of Roman archaeology / Supplementary » (no 15), 1995 (ISBN 1-88782-915-6)
- (en) Simon Keay, « Portus and the Alexandrian grain trade revisited », Bollettino di Archeologia, no 330,‎ 2010, p. 11-22 (ISSN 2039-0076, lire en ligne, consulté le 8 avril 2021)
- (en) Simon Keay (dir.), Rome, Portus and the Mediterranean, Londres, British School at Rome, coll. « Archaeological monographs of the British School at Rome » (no 21), 2012 (ISBN 978-0-904152-65-4)
- (en) Sophie Hay, Simon Keay et Martin Millett, Ocriculum (Otricoli, Umbria. An Archaeological Survey of the Roman Town, Londres, British School at Rome, coll. « Archaeological monographs of the British School at Rome » (no 22), 2013 (ISBN 978-0-904152-67-8)